# Batalla de Wippedesfleot
La batalla de Wippedesfleot fue una batalla de 466 entre los anglosajones (o jutos), dirigidos por Hengest, y los britanos. Se describe en la Crónica anglosajona así:
465: Her Henᵹest 7 Æsc ᵹefuhton uuiþ Ƿalas neah Ƿippedesfleote 7 þær .xii. ƿilisce aldormenn ofsloᵹon, 7 hiera þeᵹn an þær ƿearþ ofslæᵹen, þam ƿæs noma Ƿipped.
465: Aquí Hengest y Oisc lucharon juntos contra los galeses (= britanos) cerca de Wippedesfleot y allí dieron muerte a 12 caudillos galeses, y uno de sus thanes fue asesinado, cuyo nombre era Wipped.
Se dice que esta batalla acabó en derramamiento de sangre y masacre para los dos lados, hasta el punto de que después las hostilidades cesaron por un tiempo. Algunos historiadores creen en una victoria sajona, pero eso no se menciona en el texto. El limitado número de bajas es indicativo de que la batalla fue de pequeño tamaño. El número de guerreros involucrados no debe haber alcanzado los 200.
Se piensa que Wippedesfleot es Ebbsfleet en Kent, cerca de Ramsgate. Su localización hizo pensar al autor de la Historia Brittonum que todos los sajones habían sido ya expulsados de Gran Bretaña. Ramsgate es el lugar principal de la entonces península de Thanet, «que fue dada a los sajones por Vortigern». Fue de hecho el sitio donde, según la Historia Brittonum, los sajones desembarcaron primero.
Gildas no menciona la batalla.